# Нижний Куркужин
Ни́жний Куркужи́н (кабард.-черк. Ишхъэрэ Къулъкъужын) — село в Баксанском районе Кабардино-Балкарской Республики. 
Образует муниципальное образование «сельское поселение Нижний Куркужин», как единственный населённый пункт в его составе.

## География
Селение расположено в западной части Баксанского района, в долине реки Куркужин. Находится в 20 км к северо-западу от районного центра Баксан и в 47 км к северо-западу от Нальчика. 
Общая площадь территории сельского поселения составляет — 55,59 км2.
Граничит с землями населённых пунктов: Верхний Куркужин на юге, Малка на западе, Куба-Таба на северо-западе и Исламей на юго-востоке.
Населённый пункт расположен в предгорной зоне республики. Рельеф местности преимущественно холмистый, со средневысотными хребтами. Практически всё население села расселено в узкой долине реки Куркужин. Средние высоты составляют около 645 метров над уровнем моря. Абсолютные высоты достигают 850 метров. Перепады относительных высот составляют около 300 метров.
Гидрографическая сеть представлена бассейном реки Куркужин. К западу от села в неё впадает правый приток Матхука. К востоку от села протекают реки Коблаго, Кошхо и Шипхоко, впадающие в Куруко. Куруко являющийся главным левым притоком Куркужина, сливается с ней в северной части села. 
Климат влажный умеренный, с тёплым летом и прохладной зимой. Среднегодовая температура воздуха составляет около +8,5°С, и колеблется от средних +21,0°С в июле, до средних −3,5°С в январе. Среднегодовое количество осадков составляет около 1000 мм, основная часть из которых выпадает в период с апреля по июль. 

## История
Постоянные поселения на месте современного села существуют со времён Средневековья. 
Начало нынешнему селение было дано в 1850 году, когда кабардинский уорк (дворянин) — Али Конов, со своими людьми переселился в среднее течение реки Куркужин. До 1840 года, аул Коново располагался выше современного города Кисловодск, в долине реки Аликоновка, в гидрониме которого сохранилось имя Али Конова. Оттуда они сначала переселились на правый берег реки Баксан, к подножью горного массива Махогапс, чуть ниже села Атажукино II. А затем уже в долину реки Куркужин.
Ранней весной 1851 года сыновья Алия — Кургоко, Исмель, Барак и Мухамет (со своим аулом в числе 30 дворов) переселились на солнечную сторону реки Куркужин. После смерти Али Конова, правителем аула братья избрали среднего сына — Исмеля. 
В 1865 году в ходе Земельной реформы Кабарды и программы по укрупнению кабардинских аулов, в состав аула Конова были включены родовые аулы расположенные выше по течению реки Куркужин, наиболее крупным из которых был аул Абезиваново. 
До начала Октябрьской революции в селе имелись — 4 водяные мельницы, черепичный завод, магазины, хлебопекарни и т. д.
В марте 1920 года от аула Конова был обратно отделён аул Абезиваново.
В июне 1920 года с окончательным установлением советской власти в Кабарде, решением ревкома Нальчикского округа Коново, как и все другие кабардинские поселения было переименовано, из-за присутствия в их названиях княжеских и дворянских фамилий. В результате селение Коново было переименовано в Нижний Куркужин, а Абезиваново в Верхний Куркужин.
В 1926 году в бывшей усадьбе дворян Коновых была открыта первая светская школа, для начального образования. 
В советские годы в селе функционировали два крупных многоотраслевых колхоза — «имени Молотова» и «имени Андреева». Позже объединённые в колхоз имени ХХ партсъезда.
В 1992 году Нижне-Куркужинский сельсовет был реорганизован и преобразован в Нижне-Куркужинскую сельскую администрацию. В 2005 году Нижне-Куркужинская сельская администрация была преобразована в муниципальное образование, со статусом сельского поселения.

## Население
| 2002  | 2010  | 2012  | 2013  | 2014  | 2015  | 2016  |
| ----- | ----- | ----- | ----- | ----- | ----- | ----- |
| 3567  | ↗3600 | ↗3628 | ↘3617 | ↗3642 | ↗3688 | →3688 |
| 2017  | 2018  | 2019  | 2020  | 2021  | 2023  | 2024  |
| ↗3689 | →3689 | ↗3704 | ↗3705 | ↘3601 | ↗3622 | ↗3641 |
| 2025  |       |       |       |       |       |       |
| ↗3660 |       |       |       |       |       |       |

Плотность — 65.84 чел./км2.
Национальный состав
По данным Всероссийской переписи населения 2021 года:
| Народ                | Численность, чел. | Доля от всего населения, % | Доля от указавших нац-ть, % |
| -------------------- | ----------------- | -------------------------- | --------------------------- |
| кабардинцы (черкесы) | 3575              | 99,28 %                    | 99,80 %                     |
| * кабардинцы         | 3516              | 97,64 %                    | 98,15 %                     |
| * черкесы            | 59                | 1,64 %                     | 1,65 %                      |
| другие               | 7                 | 0,19 %                     | 0,20 %                      |
| нет / не указано     | 19                | 0,53 %                     | -                           |
| всего                | 3601              | 100 %                      | 100 %                       |

По данным Всероссийской переписи населения 2010 года: кабардинцы
— 3588 чел. (99,67 %).

## Местное самоуправление
Администрация сельского поселения Нижний Куркужин — село Нижний Куркужин, ул. Октябрьская, 185.
Структуру органов местного самоуправления сельского поселения составляют:
- Исполнительно-распорядительный орган — Местная администрация сельского поселения Нижний Куркужин. Состоит из 7 человек.
  - Глава администрации сельского поселения — Пшихачев Руслан Мухамедович (с 8 мая 2014 года).
- Представительный орган — Совет местного самоуправления сельского поселения Нижний Куркужин. Состоит из 11 депутатов, избираемых на 5 лет.
  - Председатель Совета местного самоуправления сельского поселения — Пшихачев Руслан Мухамедович.

## Образование
- МКОУ Средняя общеобразовательная школа № 3 — ул. Октябрьская, 240.
- МКОУ Средняя общеобразовательная школа № 4 «имени З.А. Нырова» — ул. Октябрьская, 277.
- МКОУ Средняя общеобразовательная школа № 5 — ул. Заречная, 61.
- МДОУ Начальная школа Детский сад (при школе № 4) — ул. Октябрьская, 277 «а».
- МКОУ ДОД «Детская школа искусств имени М.К. Кипова» — ул. Октябрьская, 240 «а».

## Здравоохранение
- Участковая больница — ул. Октябрьская, 179.

## Культура
- МКУ Сельский Дом Культуры — ул. Октябрьская, 344.
- Физкультурно-оздоровительный комплекс

Общественно-политические организации
- Адыгэ Хасэ
- Совет Старейшин
- Общественный совет села
- Советов ветеранов труда и Великой Отечественной войны и др.

## Ислам
В селе действуют две мечети:
- Верхняя мечеть — ул. Октябрьская, 108.
- Нижняя мечеть — ул. Октябрьская, б/н..

## Экономика
Главную роль в экономике села играет животноводство. 
Основные бюджетообразующие предприятия сельского поселения:
- ООО «Одеон»
- ООО «Фортуна»
- ООО «Кумыш»

## Улицы
На территории села зарегистрировано 11 улиц:

| Братьев Кумышевых |
| Горная            |
| Заречная          |
| Кавказ            |

| Кипова      |
| Нырова      |
| Октябрьская |
| Пушкина     |

| Хатшукова   |
| Чемазокова  |
| Эльбрусская |

## Известные уроженцы
- Хуранов Бати Лукманович — кабардинский общественный и политический деятель, просветитель.
- Пшихачев Шафиг Ауесович — религиозный и общественный деятель.
- Кипов Мухамед Темирканович — художник, заслуженный деятель культуры РФ.